# Cártama
Cártama er en by og kommune i det sydlige Spanien i provinsen Málaga. Den har et indbyggertal på 28.934 (2024) indbyggere.